# 유사 (선양후)
유사(劉賜, ? ~ ?)는 전한 후기의 제후로, 육안이왕의 아들이다.

## 생애
원강 2년(기원전 64년), 선양후(宣陽侯)에 봉해졌다.
건소 2년(기원전 37년), 천자에게 인수(印綬)를 반납하여 작위가 거두어졌다.

## 출전
- 반고, 《한서》 권15하 왕자후표 下

| 선대 (첫 봉건) | 전한의 선양후 기원전 64년 5월 병술일 ~ 기원전 37년 | 후대 (봉국 폐지) |